# Guglielmo Raimondo III Moncada
Guglielmo Raimondo III Moncada (Sicilië, 14e eeuw – Lentini, 1398), bijgenaamd de Veroveraar, was een edelman in het koninkrijk Sicilië, dat deel uitmaakte van de Kroon van Aragón. Hij haalde koningin Maria weg uit Sicilië om haar te doen huwen met haar neef Martinus I, beiden van het Huis Barcelona. Hij was later kanselier en grootbaljuw van Sicilië.
Moncada was de eerste markies van het graafschap Malta, een graafschap dat toebehoorde aan de koningskroon van Sicilië.

## Levensloop
Hij behoorde tot de adellijke familie Moncada, waarvan zijn overgrootvader Guglielmo Raimondo I Moncada (circa 1279- 1328) vanuit het koninkrijk Aragon de Siciliaanse tak stichtte. De Moncada’s toonden zich loyaal aan het regerende Huis Barcelona op de koningstroon van Sicilië. Zijn ouders waren Matteo Moncada, graaf van Adrano, en Giovanna di Peralta de Saluzzo del Vasto van de heerlijkheid Castelabelotta.
Na de dood van koning Frederik III van Sicilië (1377) kwam zijn dertienjarige dochter Maria op de koningstroon. De strijd om een gepaste huwelijkspartner barstte los. Paus Urbanus VI schoof Gian Galeazzo Visconti uit het hertogdom Milaan naar voren. Moncada steunde koning Peter IV van Aragón in diens plan om diens zoon Martinus I met de nicht Maria te trouwen. Met Peters toestemming organiseerde Moncada de ontvoering van Maria uit het Castello Ursino of Berenkasteel in Catania, op Sicilië (1379). Hij bracht haar onder op het Castello Svevo van Augusta. Via omzwervingen in Licata en Sardinië bereikte Maria vijf jaar later, in 1384, Barcelona.
Bij de oude landadel op Sicilië dachten ze er nu anders over. In de Eedaflegging van Castronovo (juli 1391) zwoeren graven en baronnen dat ze weliswaar voor koningin Maria waren maar tegen haar man Martinus I als de koning-gemaal. Nochtans huwden Martinus I en Maria op 29 november 1391 in Barcelona. Met militaire macht plaatste het Aragonese leger zowel Maria als vooral Martinus I op de koningstroon in Palermo, Sicilië (1392).
Uit dankbaarheid overlaadden Martinus I en Maria Moncada met territoria, fiefs en titels op Sicilië. Vanaf 1392 droeg Moncada de titels van (eerste) markies van Malta, graaf van Augusta, graaf van Naro en heer van Sortino. Tevens verwierf Moncada ambten binnen het koninkrijk Sicilië: dat van kapitein-generaal, kanselier, grootbaljuw en koninklijk adviseur.
Maar een jaar later pakte het koningspaar hem de markiezentitel van Malta af (1393). Ze schonken Malta aan Artale II van het huis Alagona, dat een oude adellijke familie was die tegen het koningshuis had gemaneuvreerd. Het koningspaar wilde alzo een tegenstander paaien. Moncada werd gepaaid met nog méér gronden op Sicilië.
Artale II Alagona rebelleerde alsnog tegen het huis Barcelona, namelijk bij de troonsbestijging van een andere Martinus I van Aragón in Barcelona (1396); Alagona verloor prompt de markiezentitel van Malta. Moncada werd een tweede maal beleend met Malta (1396). 
Doch Moncada rebelleerde op zijn beurt tegen het koningspaar Maria en Martinus I (1397). Zo verbrak Moncada vier generaties familieloyauteit aan het huis Barcelona. Maria en Martinus I confisqueerden Moncada's gronden en titels op Sicilië en Malta wegens hoogverraad, doch ze lieten hem in leven. Moncada stierf een jaar later (1398).